# Hanglyuk
A hanglyuk vagy hangnyílás különféle hangszerek felső vagy oldalrészein elhelyezkedő nyílások, amely arra szolgál, hogy az illető hangszertestből kihozott hangok vagy intenzívebb rezgést és visszhangot nyerjenek, vagy azok elzárása, kinyitása által többféle mélységű s magasságú hang kihozatalára képesíttessék. 

## Alakja
A hanglyukak többféle alakban fordulnak elő. A vonós hangszereknél hangnyílás. A pengető hangszereknél (gitár, citera, mandolin, tambura stb.) hol kerek, hol négyszögletes, hol meg hosszúkás, vagy háromszögletes alakúak. A fafúvós hangszerek (fuvola, oboa, klarinét, fagott, angolkürt, bassz-klarinét, pikoló stb.) hanglyukai mind kör alakúak. Ezek többféle hang kihozatalára szolgálnak, attól függően, hogy ezeket ujjakkal vagy zárkákkal befedik vagy felnyitják. Az ily hanglyukak már a történelmi népek őshangszereinél is divatban voltak. Újabban a rézfúvós hangszereknél is alkalmazzák, zárkák alakjában, mégpedig e hangszerek nagy előnyére. Még a legelső zongorák hangfenéklapjain is divatozott, ám később ezen a hangszeren egészen mellőzték.